# Cestrum
Cestrum este un gen de plante din familia  Solanaceae.

## Specii
Cuprinde circa  210  specii.